# CITIC Group
Ne doit pas être confondu avec Citigroup.
CITIC Group (Sinogramme simplifié: 中国中信集团公司, Zhōngguó Zhōngxìn Jítuán Gōngsī), connue comme China International Trust and Investment Corporation, est une entreprise publique de fonds d'investissement de la république populaire de Chine, établie par Rong Yiren (榮毅仁) en 1979 avec l'approbation de Deng Xiaoping. La société a été rebaptisée en 2000 le CITIC Group.

## Entreprises
Le but initial de CITIC Group a été d'attirer et d'utiliser le capital étranger, d'introduire des avancées technologiques, et de se convertir aux bonnes pratiques internationales de gestion. CITIC Group possède aujourd'hui 44 filiales dont China CITIC Bank, CITIC Holdings, CITIC Trust Co. et CITIC Merchant Co., Ltd (principalement des banques) en Chine, Hong Kong, aux États-Unis, au Canada, en Australie et en Nouvelle-Zélande.

## Histoire
Le fondateur de CITIC, Rong Yiren (1916-2005), est le fils de l'un des hommes d'affaires les plus riches de Chine dans les années 1930, Rong Desheng (榮德生), et l'un des rares capitalistes restés en Chine continentale après 1949. Rong Yiren est devenu le vice-président de la république populaire de Chine en 1993, jusqu'en 1997.
CITIC Group s'écrit 中国中信集团公司 en chinois, alors que CITIC Pacific s'écrit 中信泰富 en chinois. CITIC Pacific est une filiale de CITIC.
Sa filiale CITIC Pacific a fait des paris non autorisés sur les marchés monétaires internationaux en octobre 2008 et a perdu 14,7 milliards de HK$ (1,9 milliard de dollars), lorsqu'elles sont comptabilisées en termes de mark-to-market accounting. La haute direction comme le contrôleur financier Chi Yin Chau et le directeur financier du groupe Leslie Chang ont démissionné,,. Son cours de bourse a plongé de 55,1 % lors de la reprise du commerce.